# Plasă

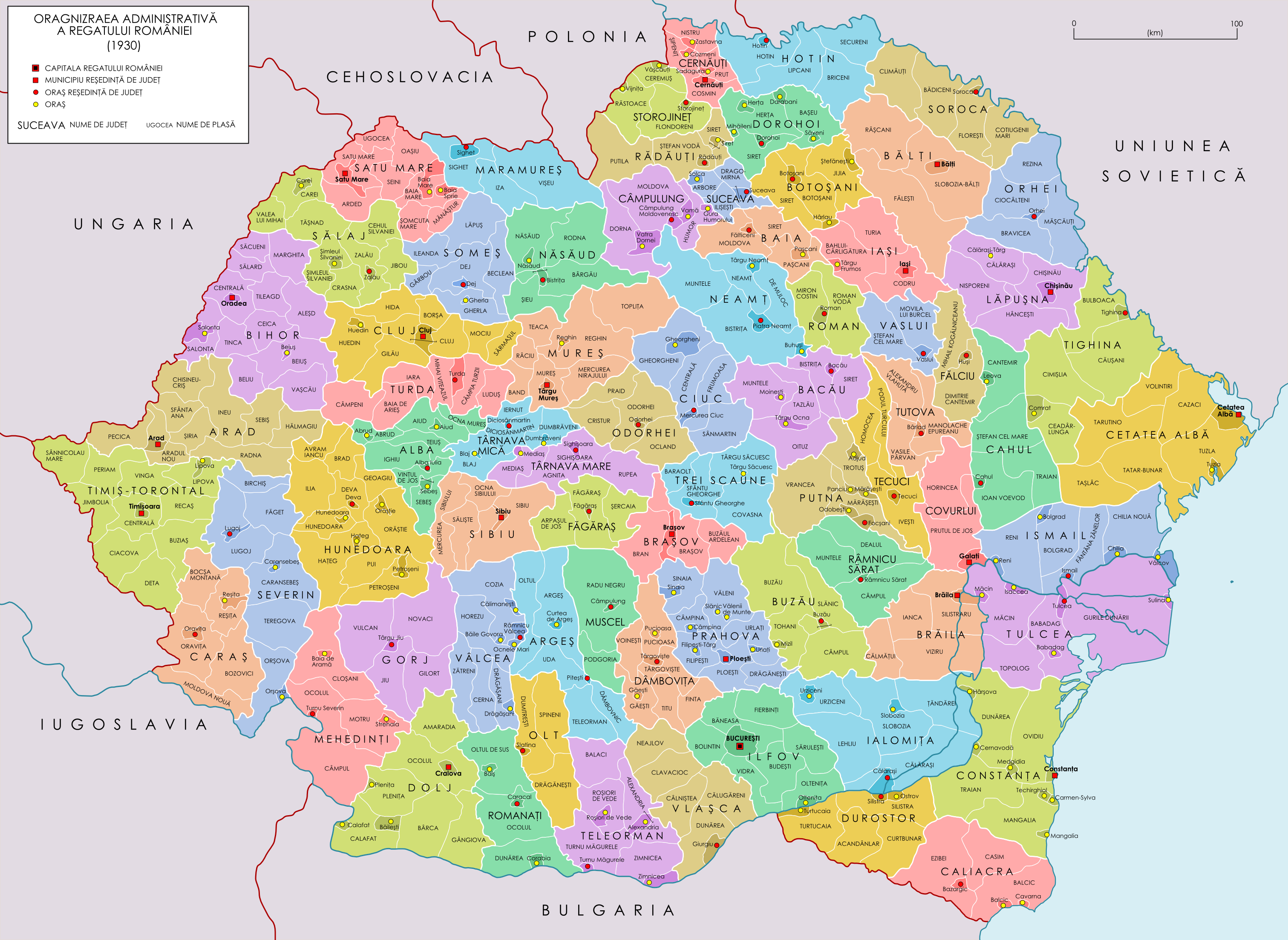
România în 1930. Harta administrativă, inclusiv județele, orașele și subdiviziunile județene

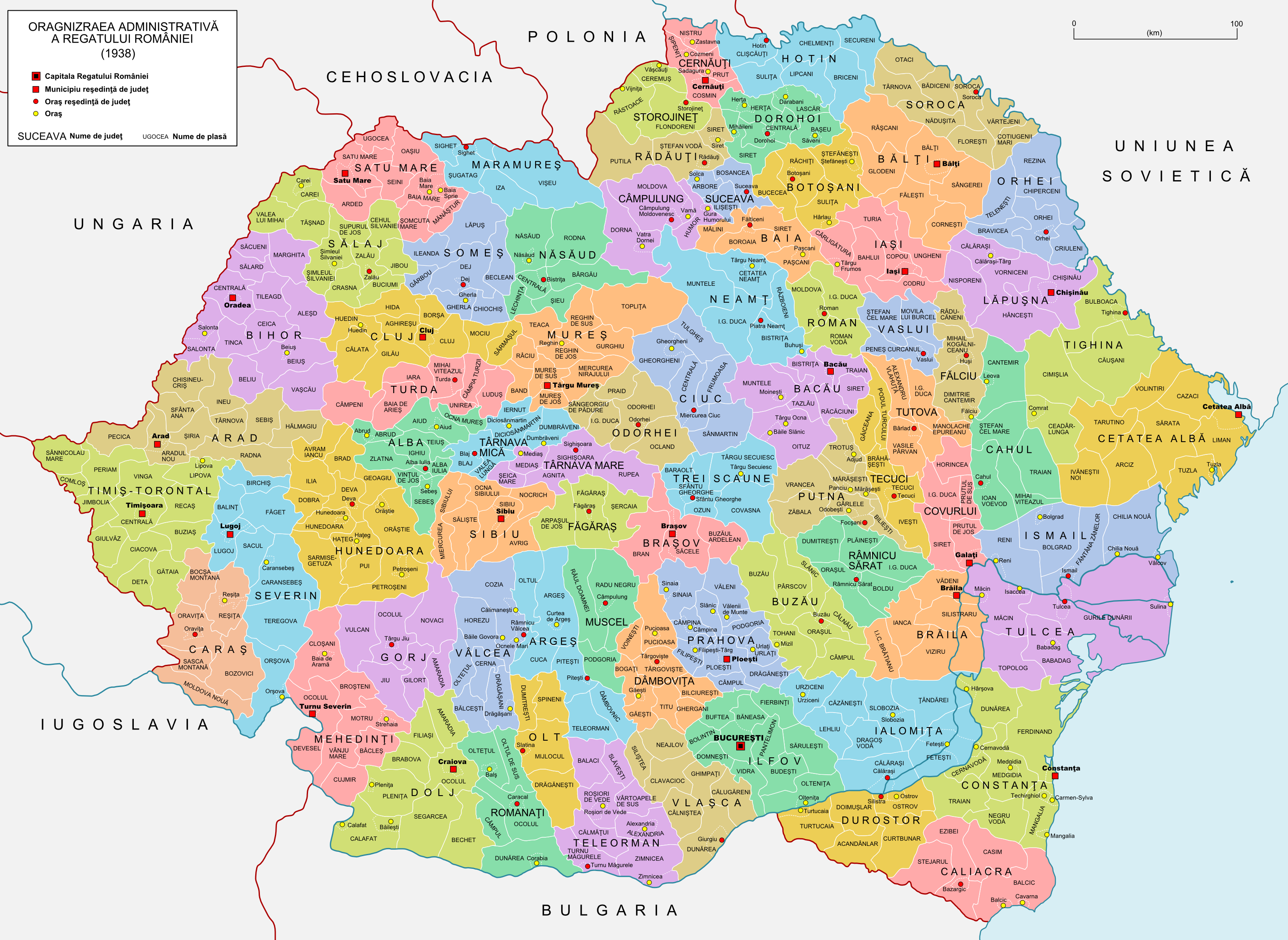
România în 1938. Harta administrativă, inclusiv județele, orașele și subdiviziunile județene

Plasă (la plural plăși , pentru a fi clar deosebită de unealta de pescuit, plasă - singular, plase - plural) a fost o unitate administrativă de ordinul doi, din principatele române — incluzând Principatele Unite ale Moldovei și Țării Românești conduse de domnitorul Alexandru Ioan Cuza, Regatul României și chiar în Republica Populară Română (până în septembrie 1950), intermediară între județ, respectiv oraș și comună.
Șeful administrației de plasă purta numele de pretor (uneori era denumit prim-pretor pentru a fi deosebit de adjuncții săi) și era numit de prefectul județului, iar pretura era sediul instituției conduse de pretor.

## Istoric
Prin Legea nr. 5 din 6 septembrie 1950 autoritățile comuniste ale României postbelice au desființat județele și plășile, pe care le-au înlocuit cu regiuni și raioane organizate după model sovietic.

## Situația din prezent
În prezent, în România nu există unitatea administrativă sub-divizionară de ordin doi, sau echivalentă pentru plasă, corespunzător nivelului LAU 1 (local administrative unit) al Nomenclaturii Unităților Teritoriale Statistice din Uniunea Europeană. 
Conform unei propuneri din 2010 a comisiei prezidențiale pentru reorganizarea administrativă a României nivelul LAU 1 ar urma să poarte denumirea de „canton”.

## Hărți

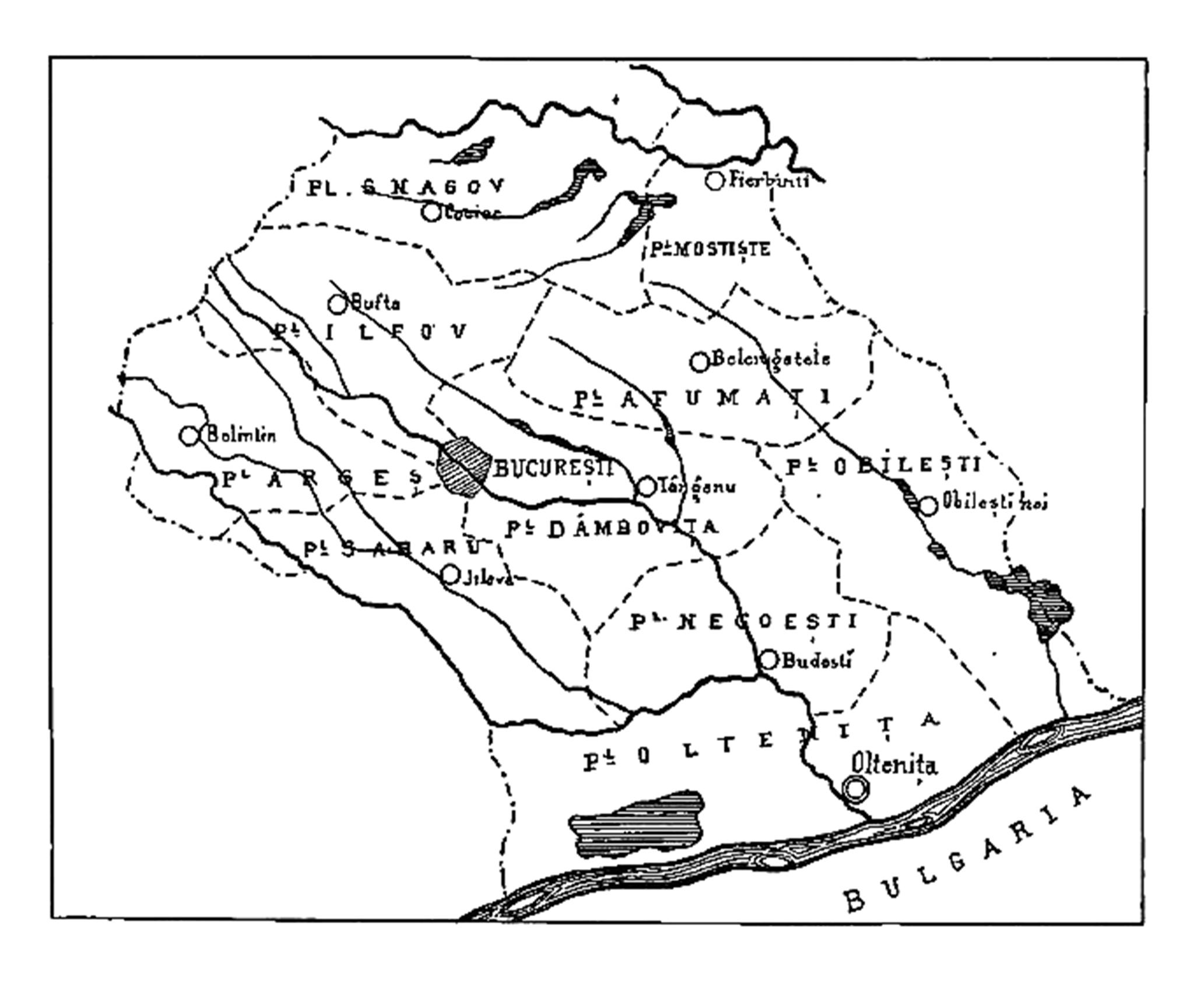
Harta judeţului Ilfov în 1895
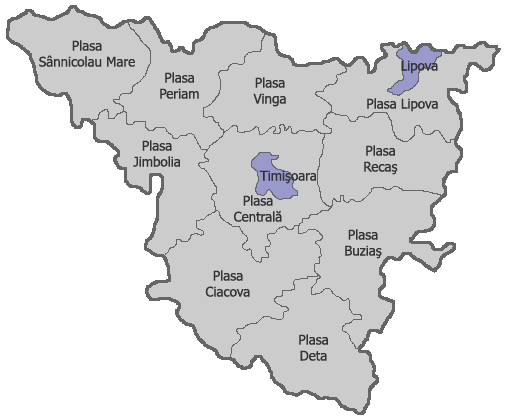
Harta judeţului Timiş în 1930, cu împărţirea teritorial-administrativă

## Vezi și
- Lista județelor și a plășilor din România interbelică
- Propuneri pentru reorganizarea administrativă a României